# Christian Lente Freyherr von Adeler
Christian Lente Freyherr von Adeler (* 29. November 1784 in Lundbek (Jütland); † 7. März 1844 in Stuttgart) war ein dänischer Jurist und Amtmann.

## Leben
Christian Lente Freyherr von Adeler stammte aus einer dänischen Adelsfamilie. Sein Vater war Conrad Wilhelm Baron Adeler (* 1739; † 1785), seine Mutter war Ulrica Helene de Cicignon.
Er wurde am 31. Juli 1815 Königlich Dänischer Kammerherr anlässlich der Krönung Friedrichs VI.
1799 wurde er Student und promovierte 1817 an der Universität Kopenhagen zum Doktor der Rechte, anschließend wurde er Amtmann in Flensburg. In Flensburg geriet er mit dem Justizrat und Obergerichtsadvokaten Josias thor Straten in Streitigkeiten, die dazu führten, dass er um eine neue Stellung bat. Am 11. April 1829 wurde Adeler zum Amtmann der holsteinischen Ämter Traventhal, Reinfeld und Rethwisch ernannt. Aber auch hier machte er sich durch sein herrisches und rücksichtsloses Verhalten bei den Untergebenen verhasst, so dass er durch den Hufner Schenkenberg verklagt wurde. Nach einem längeren Prozessverlauf wurde Adeler am 12. Mai 1842 wegen Missbrauchs der Amtsgewalt zu einer Geldstrafe verurteilt; weiterhin sollte er wegen Schmähungen in seiner Verteidigungsschrift mit einer sechsmonatigen Festungshaft (des gelinderten Grades) belegt werden. Hierauf bat er um die Entlassung aus dem Dienst und zog nach Stuttgart.
Christian Lente Freyherr von Adeler war verheiratet mit Charlotte Marie Louise geb. von Warnstedt (* 28. April 1787 in Loitmark bei Kappeln; † 27. November 1868 in Itzehoe); die Ehe blieb kinderlos.

## Dannebrogorden
Christian Lente Freyherr von Adeler erhielt 1822 das Ritterkreuz des Dannebrogordens.

## Veröffentlichungen
1. Diss. inaug. De poena homicidii secundum leges Danicas, Hafniae 1817[3]
2. Kurzgefaßte Anleitung zum Hopfenbau, zunächst als Wegweiser für die Mitglieder Nordangeler Hopfenvereins. Flensburg 1824[4]